# 抱茎短蕊茶
抱茎短蕊茶（学名：Camellia amplexifolia）为山茶科山茶属的植物。分布于中国大陆的海南等地，生长于海拔330米的地区，常生于山谷疏林中，目前尚未由人工引种栽培。